# Étienne Chevalier (peintre)
 (février 2018).
Si vous disposez d'ouvrages ou d'articles de référence ou si vous connaissez des sites web de qualité traitant du thème abordé ici, merci de compléter l'article en donnant les références utiles à sa vérifiabilité et en les liant à la section « Notes et références ».
Pour les articles homonymes, voir Étienne Chevalier (homonymie) et Chevalier.
Étienne Chevalier est un peintre français né à Paris le 30 janvier 1910, mort à Limoges le 21 novembre 1982.

## Biographie
Son père, Henry, et son grand-père étaient des peintres de renom.
En 1921, Henry Chevalier est nommé professeur de dessin au Grand Lycée d'Alger (aujourd'hui lycée Émir-Abdelkader). Étienne va étudier à l'École des beaux-arts d'Alger sous la direction de Léon Cauvy. À 19 ans, il est sélectionné pour le prix Fénéon.
Il expose dès 1928 au Salon d'automne les toiles Marine (Sidi Ferruch, près d'Alger) et Paysage et participe aussi au Salon des indépendants.
De 1931 à 1935, il séjourne à Paris où il fréquente l'Académie scandinave et reçoit des leçons de Gromaire.
En 1937, le Gouvernement Général de l'Algérie attribue au peintre la bourse de séjour à la Casa de Velazquez. Mais en raison de la guerre civile qui sévit en Espagne, il se réfugie à Florence où il étudie la fresque et travaille de façon toute personnelle sur des thèmes religieux. La guerre va interrompre son séjour en Italie.
De retour à Alger, Chevalier qui habite une villa mauresque sur les hauteurs, à El Biar, peint le Sahel algérois. Les natures mortes occupent également une grande place dans son œuvre.
De 1944 à 1946, peintre des armées, il se rend dans le Sud tunisien et de nouveau à Florence. Puis il partage sa vie entre son Poitou d'origine et son pays d'adoption l'Algérie où il est professeur de dessin à l' école des beaux-arts d'Alger jusqu'en 1964.

## Prix et expositions
- 1937, exposition universelle, diorama des hauts plateaux : Ksar de Boghari.
- 1940, grand prix artistique de l'Algérie

## Œuvres
Œuvres principales conservées au musée national des beaux-arts d'Alger : Neige à El-Biar, Villas du Sahel, Baie d'Alger vue des Tagarins, Amirauté d'Alger.